# Jean-Pierre Parrot (homme politique, 1911-1992)
Pour les articles homonymes, voir Jean-Pierre Parrot et Parrot.
Jean-Pierre Parrot, né le 19 janvier 1911 à Gannat (Allier) et mort le 24 février 1992 à Montluçon (Allier), est un homme politique français.

## Biographie
Ayant arrêté ses études au niveau du primaire, Jean-Pierre Parrot travaille comme employé de mairie à Montluçon, ville où son père exerce les fonctions de secrétaire général de la sous-préfecture.
Mobilisé en 1939, il est fait prisonnier, mais parvient à s'évader et à revenir dans l'Allier. Il y retrouve son poste, et, par promotion interne, devient chef de service, et finit sa carrière administrative comme inspecteur du service départemental des réfugiés et sinistrés.
A la Libération, en effet, il change d'activité professionnelle pour ouvrir un commerce de lingerie, avant de prendre la gérance d'un bar, en 1948.
Son entrée en politique est motivée par son adhésion au mouvement de Pierre Poujade, l'Union de défense des commerçants et artisans. En 1956, il est désigné comme tête de la liste poujadiste dans l'Allier.
Obtenant 12,5 % des voix, il est élu député et siège logiquement au sein du groupe Union et fraternité française.
Son travail parlementaire est assez fournis, avec plusieurs rapports, des propositions de loi, pour la plupart en lien avec des problèmes locaux. Il invite ainsi le gouvernement à améliorer la signalisation dans la forêt du Tronçais, se prononce pour l'abrogation du déclassement des canaux de Berry et à remettre en service certaines de ses branches, ou interpelle le gouvernement sur la desserte ferroviaire de l'Allier.
Il intervient aussi pour la défense des intérêts des propriétaires de débits de boisson.
Il propose aussi en 1957 des propositions de loi sur le régime électoral et le statut des parlementaires.
Dans la veine poujadiste, il dépose aussi plusieurs propositions visant à réduire les impôts et propose, en 1956, une « amnistie fiscale ».
Ne retrouvant pas son siège de député en 1958, il oriente son action publique dans le domaine professionnel. Il est ainsi PDG de la chambre syndicale de l'hôtellerie de l'Allier, membre de la Chambre de commerce de Montluçon, président du conseil des prud’hommes.
Il se reconvertit cependant encore une fois, en devenant représentant de commerce, avant d'achever son activité professionnelle comme cadre dans une entreprise d'apéritif.

## Détail des fonctions et des mandats
Mandat parlementaire
- 2 janvier 1956 - 8 décembre 1958 : Député de l'Allier